# Estación Central de Helsinki
La Estación Central de Helsinki (en finés: Helsingin päärautatieasema, en sueco: Helsingfors centralstation) es la principal estación de ferrocarril de Helsinki, Finlandia. Se encuentra situada en Kluuvi, en el centro de Helsinki, y es un importante centro de coordinación del transporte público en el área metropolitana de Helsinki. La estación es utilizada por unos 200 000 pasajeros diarios, por lo que es el edificio más visitado de Finlandia. Sirve como el punto de origen de todos los trenes de la red local de tren de cercanías VR, así como para un gran número de trenes de larga distancia en Finlandia. Sin embargo, desde la estación no solo empiezan viajes nacionales, sino que algunos trenes también parten al extranjero, como el que llega a San Petersburgo . También alberga la Estación Rautatientori, que es la estación más transitada del Metro de Helsinki.
El 7 de junio de 2010, la estación central de ferrocarril de Helsinki pasó a llamarse oficialmente Helsingin päärautatieasema-Helsingfors centralstation («estación principal de tren de Helsinki», o «estación de tren central de Helsinki») en finés y sueco, que sustituye al anterior nombre oficial de Helsingin rautatieasema-Helsingfors järnvägsstation («estación de ferrocarril de Helsinki»). La oficina finesa de transportes utiliza el nombre popular de "Helsinki C" como abreviatura, y se publicaron noticias erróneas afirmando que esta abreviación también se emplearía oficialmente. Paralelamente, la Estación Central de Turku pasó a llamarse de una manera similar.
El edificio de la estación fue diseñado por Eliel Saarinen y se reinauguró en 1919, pues el edificio original había sido abierto al público en 1862. Fue elegida como una de las estaciones de tren más bellas del mundo por la BBC en 2013.

## Galería de imágenes

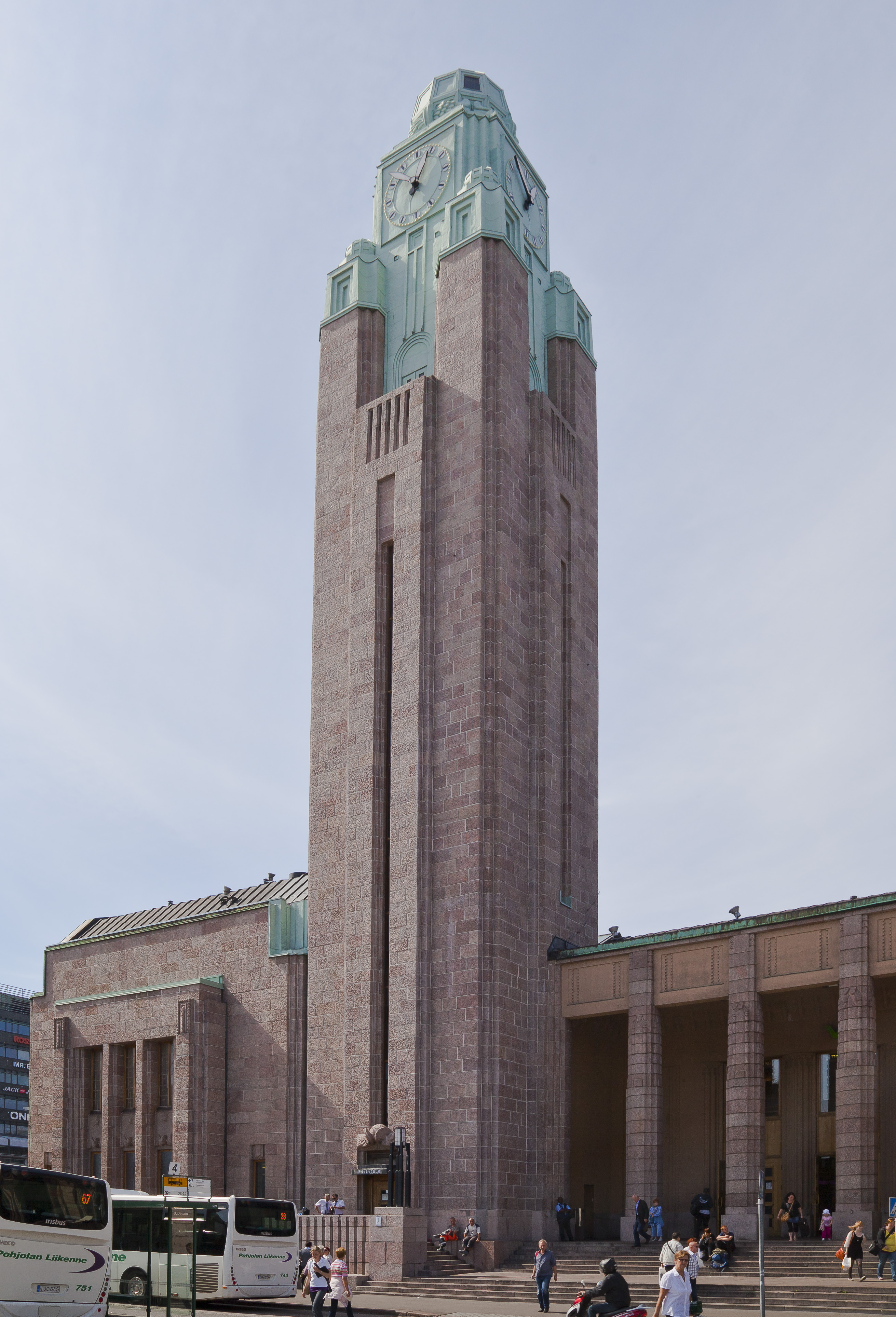
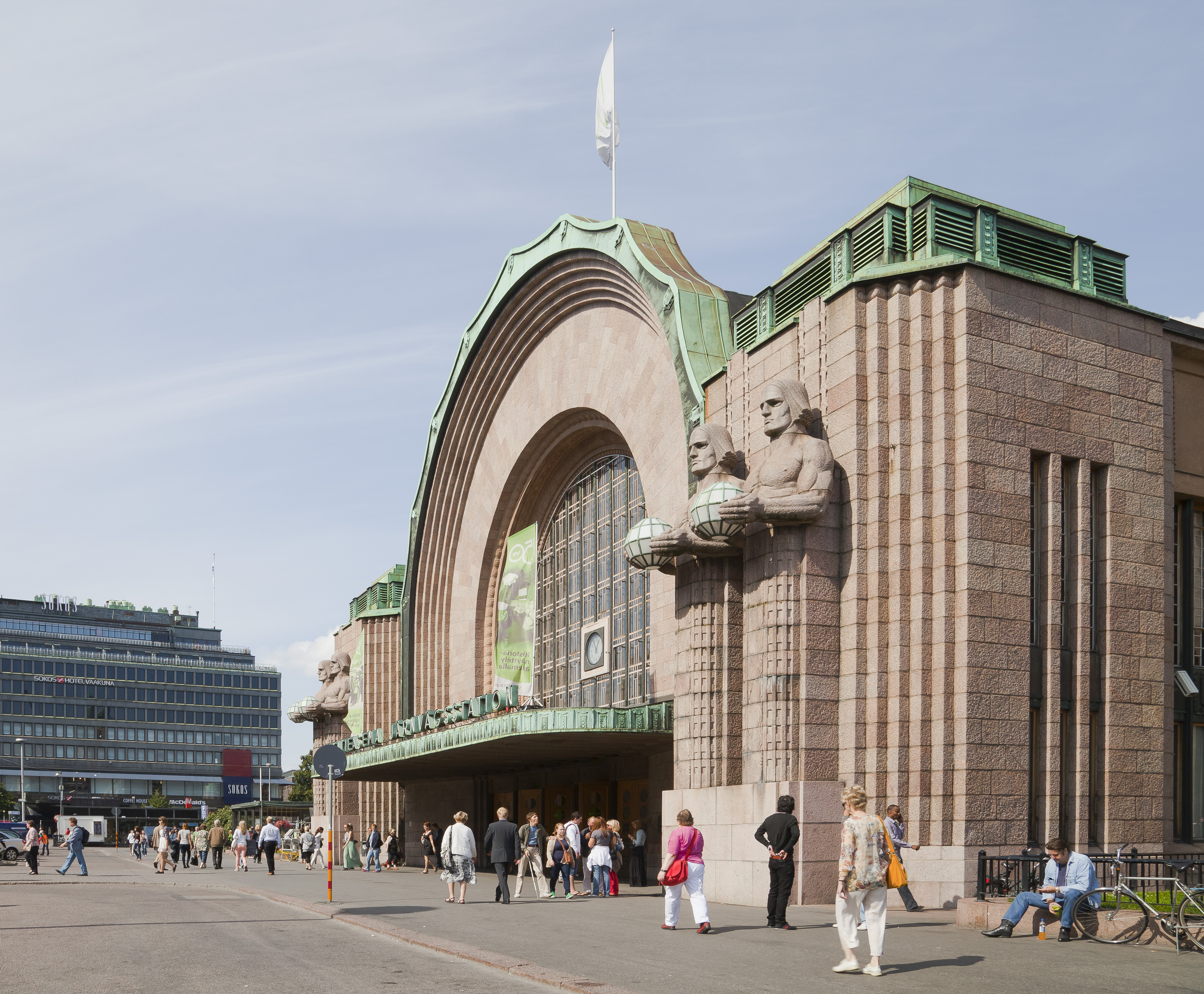
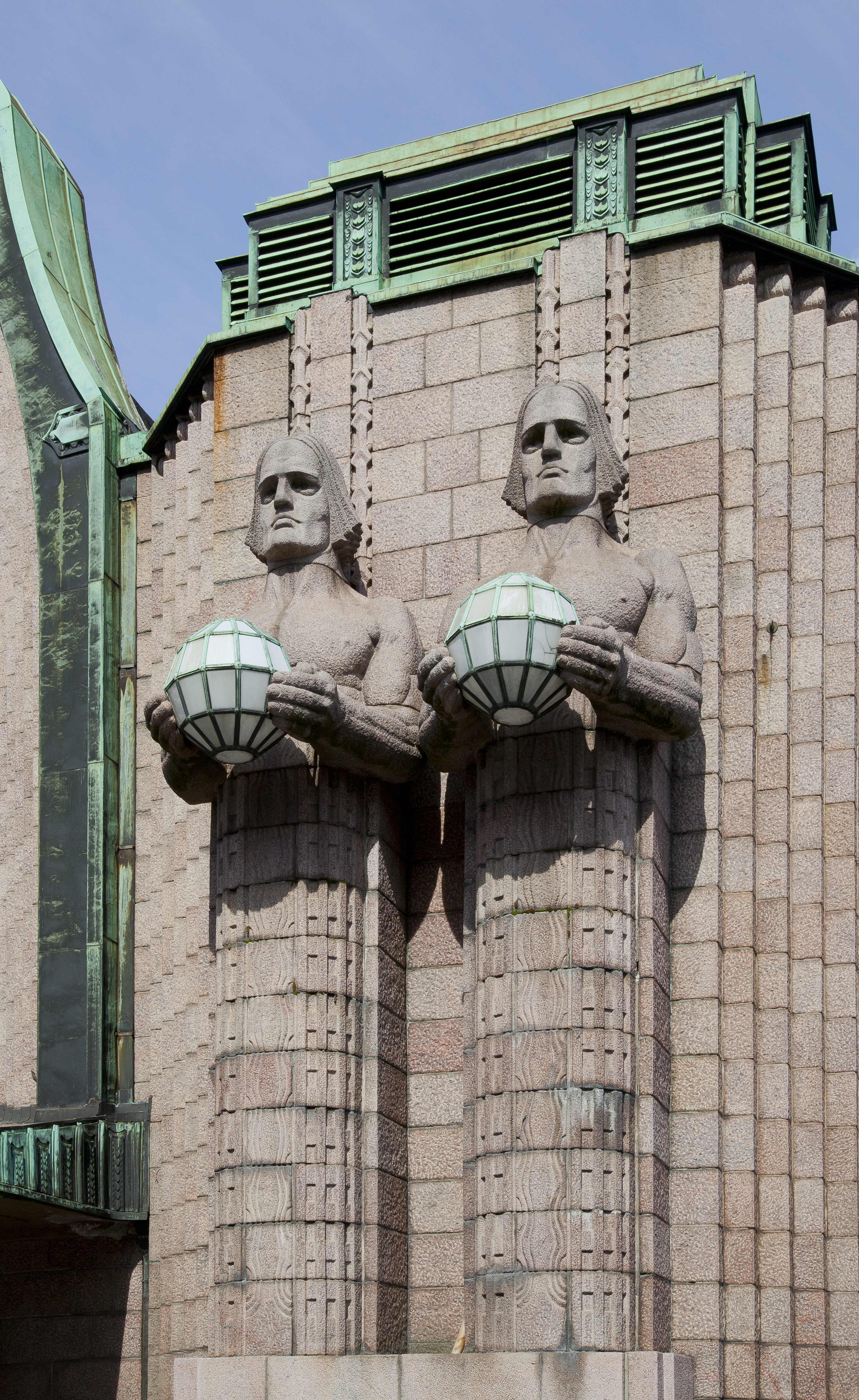
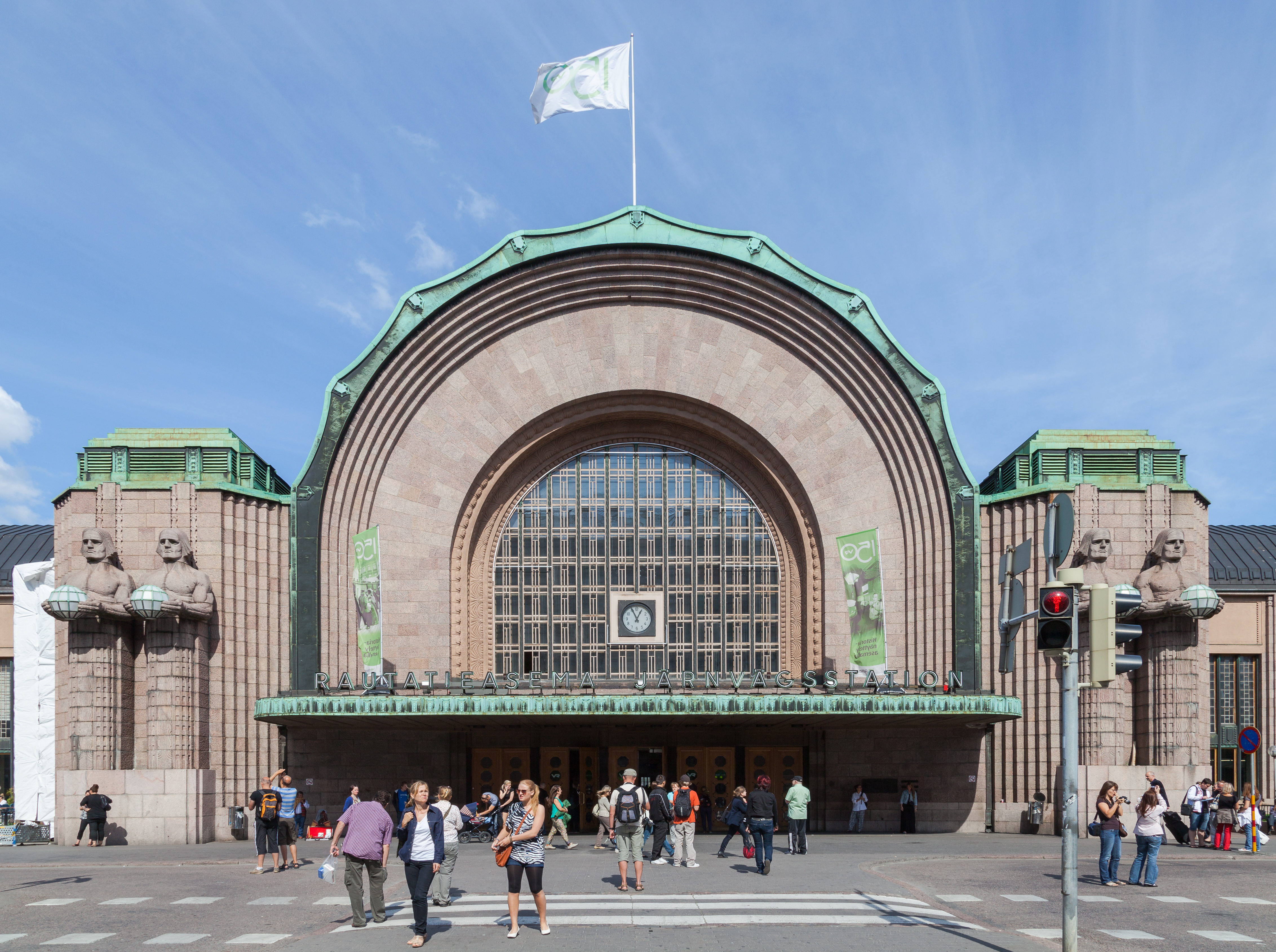
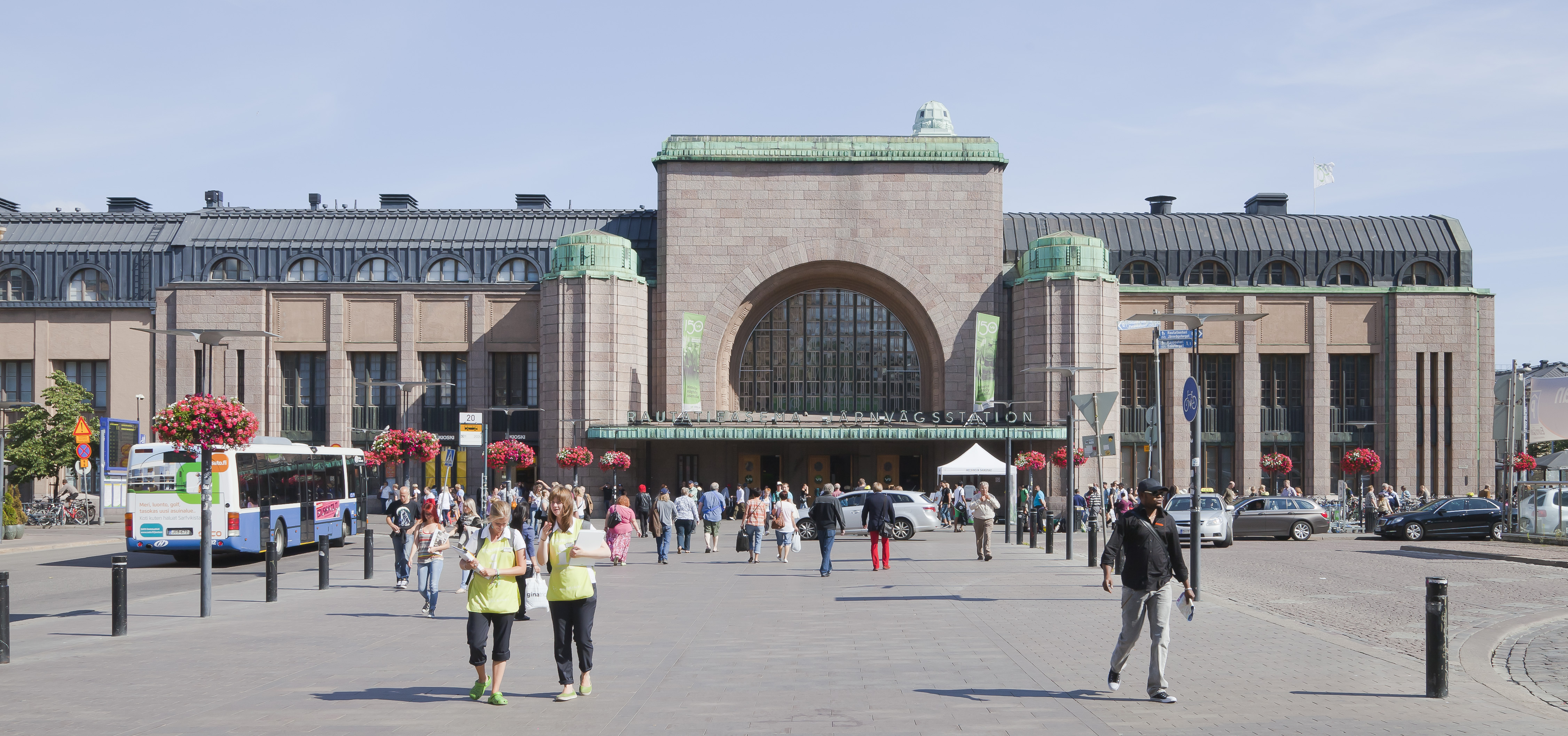
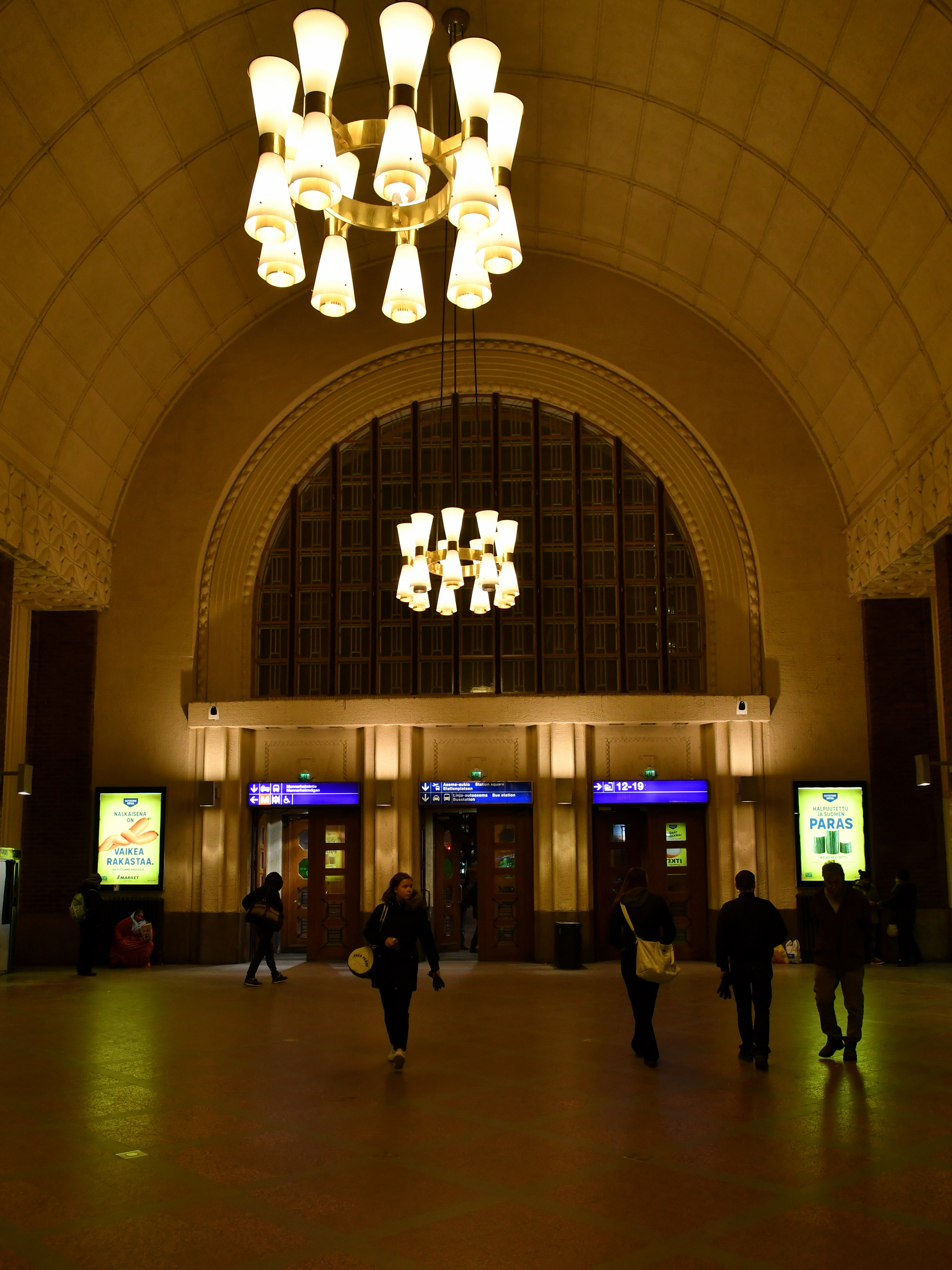
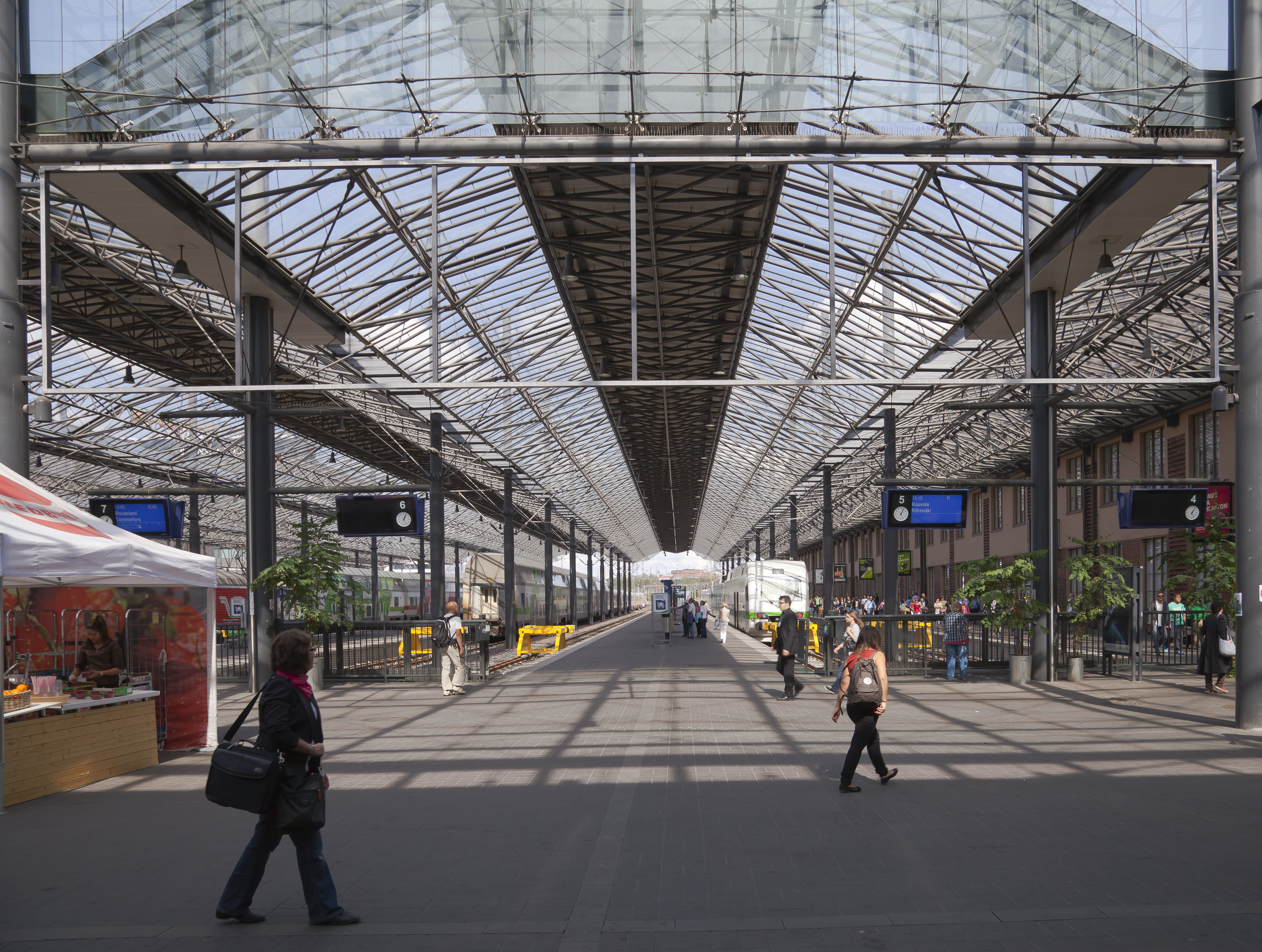